# Kinetoscopio

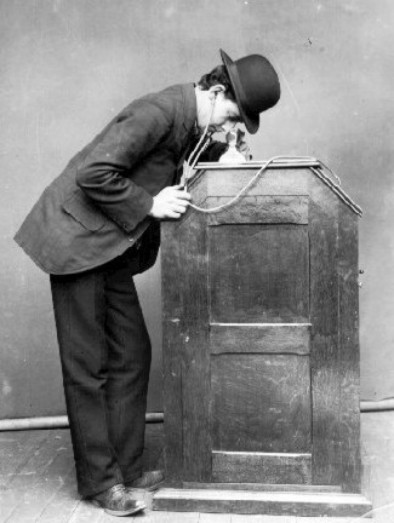
Kinetoscopio

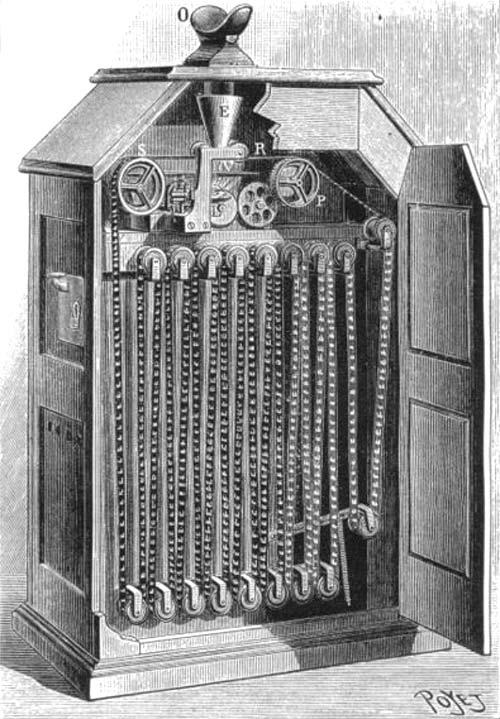
Vista interna di un kinetoscopio

Il kinetoscopio è un apparecchio prodotto da Thomas Edison nel 1888, precursore di un proiettore cinematografico. Fu sviluppato tra il 1889 e il 1892 dall'operatore di Edison William Dickson.

## Descrizione
Si trattava di una sorta di grande cassa sulla cui sommità si trovava un oculare; lo spettatore poggiava l'occhio su di esso, inseriva una moneta, girava la manovella e poteva guardare il film montato nella macchina su rocchetti (il termine inglese film indicava la pellicola, cioè il supporto; più tardi passerà a indicare il contenuto registrato su quel supporto, il film com'è inteso oggi). Si aveva quindi una visione monoculare, come per il dispositivo noto come Mondo nuovo, che però permetteva di visualizzare solo immagini statiche. Attraverso un piccolo foro situato nella parte superiore dell'apparecchio si poteva vedere un breve filmato, proiettato facendo scorrere la pellicola da 35 millimetri ad una velocità di 48 immagini per secondo (la pellicola della Kodak). La prima dimostrazione pratica del nuovo congegno avvenne il 14 aprile 1894 e fu voluta da Edison per intrattenere la gente che stava ascoltando la musica del suo fonografo.